# Crotalus intermedius
Crotalus intermedius е вид змия от семейство Отровници (Viperidae).

## Разпространение
Видът е разпространен в Мексико.